# Moonlight Shadow
Moonlight Shadow is een nummer van de Britse muzikant/gitarist/toetsenist Mike Oldfield, dat hij samen met de Schotse Maggie Reilly opnam. Het nummer is afkomstig van het album Crises uit 1983. Op 6 mei dat jaar werd het nummer op single uitgebracht.
Op de B-kant staat het nummer Rite of Man. Hoewel Mike Oldfield zegt geïnspireerd te zijn door de film Houdini, zou de tekst van het nummer naar de moord op John Lennon kunnen verwijzen. De videoclip is opgenomen bij de landhuizen 'Hatfield House' en 'Brocket Hall' in Hertfordshire (Verenigd Koninkrijk). In 1989 werd het nummer ook op cd-single uitgebracht.
Er zijn verscheidene covers van dit nummer gemaakt.

## Hitnoteringen
Moonlight Shadow werd in Nederland veel gedraaid op Hilversum 3 en werd een gigantische hit in de destijds drie landelijke hitlijsten op de nationale publieke popzender. De plaat bereikte de 2e positie in zowel de Nederlandse Top 40 als de TROS Top 50. In de Nationale Hitparade en de Europese hitlijst op Hilversum 3, de TROS Europarade, werd zelfs de nummer 1-positie bereikt.
In België bereikte de plaat de nummer 1-positie in zowel de voorloper van de Vlaamse Ultratop 50 als de Vlaamse Radio 2 Top 30. In Wallonië werd géén notering behaald.
Sinds de allereerste editie in december 1999 staat de plaat onafgebroken genoteerd in de jaarlijkse NPO Radio 2 Top 2000 van de Nederlandse publieke radiozender NPO Radio 2, met als hoogste notering een 139e positie in 2001.

### Nederlandse Top 40
| Moonlight Shadow in de Nederlandse Top 40 -- binnen: 25-06-1983 | Moonlight Shadow in de Nederlandse Top 40 -- binnen: 25-06-1983 | Moonlight Shadow in de Nederlandse Top 40 -- binnen: 25-06-1983 | Moonlight Shadow in de Nederlandse Top 40 -- binnen: 25-06-1983 | Moonlight Shadow in de Nederlandse Top 40 -- binnen: 25-06-1983 | Moonlight Shadow in de Nederlandse Top 40 -- binnen: 25-06-1983 | Moonlight Shadow in de Nederlandse Top 40 -- binnen: 25-06-1983 | Moonlight Shadow in de Nederlandse Top 40 -- binnen: 25-06-1983 | Moonlight Shadow in de Nederlandse Top 40 -- binnen: 25-06-1983 | Moonlight Shadow in de Nederlandse Top 40 -- binnen: 25-06-1983 | Moonlight Shadow in de Nederlandse Top 40 -- binnen: 25-06-1983 | Moonlight Shadow in de Nederlandse Top 40 -- binnen: 25-06-1983 | Moonlight Shadow in de Nederlandse Top 40 -- binnen: 25-06-1983 | Moonlight Shadow in de Nederlandse Top 40 -- binnen: 25-06-1983 |
| Week                                                            | 25                                                              | 26                                                              | 27                                                              | 28                                                              | 29                                                              | 30                                                              | 31                                                              | 32                                                              | 33                                                              | 34                                                              | 35                                                              | 36                                                              |                                                                 |
| --------------------------------------------------------------- | --------------------------------------------------------------- | --------------------------------------------------------------- | --------------------------------------------------------------- | --------------------------------------------------------------- | --------------------------------------------------------------- | --------------------------------------------------------------- | --------------------------------------------------------------- | --------------------------------------------------------------- | --------------------------------------------------------------- | --------------------------------------------------------------- | --------------------------------------------------------------- | --------------------------------------------------------------- | --------------------------------------------------------------- |
| Nummer                                                          | 30                                                              | 12                                                              | 5                                                               | 2                                                               | 3                                                               | 4                                                               | 4                                                               | 4                                                               | 8                                                               | 14                                                              | 24                                                              | 39                                                              | uit                                                             |

### Nationale Hitparade
| Moonlight Shadow in de Nationale Hitparade -- binnen: 25-06-1983 | Moonlight Shadow in de Nationale Hitparade -- binnen: 25-06-1983 | Moonlight Shadow in de Nationale Hitparade -- binnen: 25-06-1983 | Moonlight Shadow in de Nationale Hitparade -- binnen: 25-06-1983 | Moonlight Shadow in de Nationale Hitparade -- binnen: 25-06-1983 | Moonlight Shadow in de Nationale Hitparade -- binnen: 25-06-1983 | Moonlight Shadow in de Nationale Hitparade -- binnen: 25-06-1983 | Moonlight Shadow in de Nationale Hitparade -- binnen: 25-06-1983 | Moonlight Shadow in de Nationale Hitparade -- binnen: 25-06-1983 | Moonlight Shadow in de Nationale Hitparade -- binnen: 25-06-1983 | Moonlight Shadow in de Nationale Hitparade -- binnen: 25-06-1983 | Moonlight Shadow in de Nationale Hitparade -- binnen: 25-06-1983 | Moonlight Shadow in de Nationale Hitparade -- binnen: 25-06-1983 | Moonlight Shadow in de Nationale Hitparade -- binnen: 25-06-1983 | Moonlight Shadow in de Nationale Hitparade -- binnen: 25-06-1983 | Moonlight Shadow in de Nationale Hitparade -- binnen: 25-06-1983 |
| Week                                                             | 25                                                               | 26                                                               | 27                                                               | 28                                                               | 29                                                               | 30                                                               | 31                                                               | 32                                                               | 33                                                               | 34                                                               | 35                                                               | 36                                                               | 37                                                               | 38                                                               |                                                                  |
| ---------------------------------------------------------------- | ---------------------------------------------------------------- | ---------------------------------------------------------------- | ---------------------------------------------------------------- | ---------------------------------------------------------------- | ---------------------------------------------------------------- | ---------------------------------------------------------------- | ---------------------------------------------------------------- | ---------------------------------------------------------------- | ---------------------------------------------------------------- | ---------------------------------------------------------------- | ---------------------------------------------------------------- | ---------------------------------------------------------------- | ---------------------------------------------------------------- | ---------------------------------------------------------------- | ---------------------------------------------------------------- |
| Nummer                                                           | 49                                                               | 12                                                               | 7                                                                | 2                                                                | 2                                                                | 1                                                                | 1                                                                | 1                                                                | 1                                                                | 3                                                                | 7                                                                | 11                                                               | 19                                                               | 27                                                               | uit                                                              |

### TROS Top 50
Hitnotering: 23-06-1983 t/m 08-09-1983. Hoogste notering: #2 (2 weken).

### TROS Europarade
Hitnotering: 10-07-1983 t/m 11-12-1983. Hoogste notering: #1 (9 weken).  

### NPO Radio 2 Top 2000
| Nummer met noteringen in de NPO Radio 2 Top 2000 | '99 | '00 | '01 | '02 | '03 | '04 | '05 | '06 | '07 | '08 | '09 | '10 | '11 | '12 | '13 | '14 | '15 | '16  | '17  | '18  | '19 | '20 | '21 | '22 | '23 | '24 |
| ------------------------------------------------ | --- | --- | --- | --- | --- | --- | --- | --- | --- | --- | --- | --- | --- | --- | --- | --- | --- | ---- | ---- | ---- | --- | --- | --- | --- | --- | --- |
| Moonlight Shadow                                 | 207 | 276 | 139 | 318 | 373 | 428 | 444 | 442 | 660 | 431 | 604 | 539 | 652 | 680 | 657 | 819 | 846 | 1068 | 1122 | 1024 | 908 | 870 | 902 | 914 | 871 | 914 |

1. ↑  Een vetgedrukt getal geeft de hoogste notering aan.